# بريتا فيليبس
بريتا فيليبس (بالإنجليزية: Britta Phillips)‏ هي مغنية وكاتبة غنائية وملحنة وممثلة أمريكية، ولدت في 11 يونيو 1963 في مدينة بوين في الولايات المتحدة.

## أعمال

### أفلام
- (2015) عشيقة أمريكا

## وصلات خارجية
- بريتا فيليبس على موقع IMDb (الإنجليزية)
- بريتا فيليبس على موقع ميوزك برينز (الإنجليزية)
- بريتا فيليبس على موقع ديسكوغز (الإنجليزية)
- بريتا فيليبس على موقع قاعدة بيانات الفيلم (الإنجليزية)